# Evelyn Adiru
Evelyn Adiru (sinh ngày 25 tháng 5 năm 1964) là một cựu vận động viên chạy bộ trung bình ở Uganda, chuyên về các sự kiện 800 mét và 1500 mét. Cô đã giành huy chương vàng trong 800 mét tại Giải vô địch châu Phi năm 1982 về điền kinh ở Cairo. Cô cũng từng thi đấu cho đội tuyển Nhật Bản trong Thế vận hội Mùa hè 1984 trong cùng một nội dung, nhưng không tiến vào trận chung kết.
Adiru là thành viên của nhóm điền kinh của Đại học Alabama từ năm 1984 đến 1989. Sau đó, cô định cư ở Ontario, Canada với người chồng ở U-crai-na. Con gái của Adiru, Sura Yekka, là thành viên của đội bóng đá nữ của Đại học Michigan và đội bóng đá quốc gia nữ Canada.

## Thành tích
| Năm  | Giải đấu              | Địa điểm            | Thứ hạng | Nội dung        | Chú thích |
| ---- | --------------------- | ------------------- | -------- | --------------- | --------- |
| 1982 | African Championships | Cairo, Ai Cập       | 1st      | 800 m           | 2:07.00   |
| 1984 | Summer Olympics       | Los Angeles, Hoa Kỳ | 21st     | 800 m           | 2:07.39   |
| 1987 | All-Africa Games      | Nairobi, Kenya      | 3rd      | 1500 m          | 4:17.87   |
| 1987 | All-Africa Games      | Nairobi, Kenya      | 3rd      | 4 × 400 m relay | 3:34.41   |
| 1987 | World Championships   | Rome, Italy         | 27th     | 1500 m          | 4:17.72   |